# Weiskirchen
Weiskirchen är en kommun och ort i Landkreis Merzig-Wadern i förbundslandet Saarland i Tyskland.
De tidigare kommunerna Weiskirchen, Konfeld, Rappweiler, Thailen och Weierweiler bildade den nya kommunen Weiskirchen 1 januari 1974.